# Tunisko na Letních olympijských hrách 1968
Tunisko se účastnilo Letní olympiády 1968 v Mexiku. Zastupovalo ho 7 mužů ve 2 sportech.

## Medailisté
| Medaile | Jméno             | Sport    | Soutěž               |
| ------- | ----------------- | -------- | -------------------- |
| Zlato   | Mohammed Gammoudi | Atletika | Muži běh na 5 000 m  |
| Bronz   | Mohammed Gammoudi | Atletika | Muži běh na 10 000 m |